# Susanne Neuner
Susanne Neuner (* 1951 in Stuttgart) ist eine deutsche Malerin und Zeichnerin. Sie ist Mitglied im Künstlerbund Baden-Württemberg.

## Leben
Von 1967 bis 1970 absolvierte Susanne Neuner eine Lehre als Buchbinderin. Von 1970 bis 1975 studierte sie an der Staatlichen Akademie der Bildenden Künste Stuttgart bei Gunter Böhmer. 1970 erhielt sie den Bundespreis des Buchbinderhandwerks und 1975 den 1. Preis im Akademiewettbewerb der Staatlichen Akademie der Bildenden Künste Stuttgart. 1983 wurde sie von der Kunststiftung des Landes Baden-Württemberg ausgezeichnet. Seit 1999 werden Susanne Neuner Lehraufträge an der Haller Akademie der Künste, Schwäbisch Hall, und seit 2000 an der Philipps-Universität Marburg am Institut für Bildende Kunst übertragen. Im Sommersemester 2016 war sie Vertretungsprofessorin am Institut für Bildende Kunst der Philipps-Universität Marburg. Susanne Neuner lebt und arbeitet bei Rot am See.
Susanne Neuner ist die Enkeltochter von Friedrich Hermann Ernst Schneidler.

## Ausstellungen (Auswahl)
- 1984: Haus der Kunststiftung Baden-Württemberg, Stuttgart
- 1993: Hohenloher Kunstverein, Langenburg
- 1995: 10. Nationale der Zeichnung, Augsburg
- 1995: Galerie Hartl, Stuttgart
- 1996: Galerie Josephski-Neukum, Issing (mit Johannes Hewel)
- 1996: 11. Nationale der Zeichnung, Augsburg
- 1997: Galerie Konrad Oberländer, Augsburg
- 1997: 12. Nationale der Zeichnung, Augsburg
- 1997: 20 Jahre Kunststiftung Baden-Württemberg, Kunstverein Friedrichshafen (mit Ulrike Kirbach)
- 1998: Orange hope, Sebastiankapelle, Ulm
- 1999: Ich füge eines zum anderen, Reihe 22, Stuttgart
- 1999: Bad Krozingen, Herzzentrum
- 2000: Kunstverein Kirchheim Teck
- 2000: Schwarz-Weiß, Städtische Galerie Villa Merkel, Esslingen
- 2001: 14. Nationale der Zeichnung, Augsburg
- 2001: Künstlerbund Baden-Württemberg e.V. (Jahresausstellung)
- 2002: Wir tragen unser Heim am Körper, Kunstverein Schwäbisch Hall
- 2002: Galerie Josephski-Neukum, Issing
- 2003: The other woman, Orangerie Kirchberg/Jagst
- 2004: Hans-Thoma-Gesellschaft, Reutlingen (mit Ulrike Kirbach): II. Ellwanger Kunstausstellung, Kunstverein Ellwangen
- 2005: Galerie Josephski-Neukum, Issing
- 2005: A–Z: 50 Jahre Künstlerbund Baden-Württemberg, Städtische Galerie Karlsruhe
- 2005: 37 Künstler und ein Galerist, Atelier-Galerie Oberländer, Augsburg
- 2006: Ateliers im Alten Schlachthaus, Sigmaringen
- 2006: Menschenbilder: 2. Biennale der Zeichnung, Kunstverein Eislingen
- 2006: III. Ellwanger Kunstausstellung, Kunstverein Ellwangen
- 2007: Hohenloher Kunstverein, Langenburg (mit Johannes Hewel)
- 2007: Fünfzehn: Lehrende des Fachgebiets Grafik und Malerei der Philipps-Universität Marburg, Kunstverein Marburg
- 2008: Schauraum, Schwäbisch Hall
- 2009: Rötelschwärze, Schauraum, Atelierhaus Hirtenscheuer, Schwäbisch Hall (mit Helmi Ohlhagen)
- 2010: Im Haus, Große Kunstausstellung, Neue Gruppe, Im Haus der Kunst, München
- 2011: Ich glaube, dass Fernweh Heimweh ist, Sparkassengalerie am Roßmarkt, Schweinfurt
- 2012: Johannes Hewel Susanne Neuner ein Künstlerpaar Lebens – Bilder, Kunstforum, Wendelinskapelle, Weil der Stadt (mit Johannes Hewel)